# ノドの地

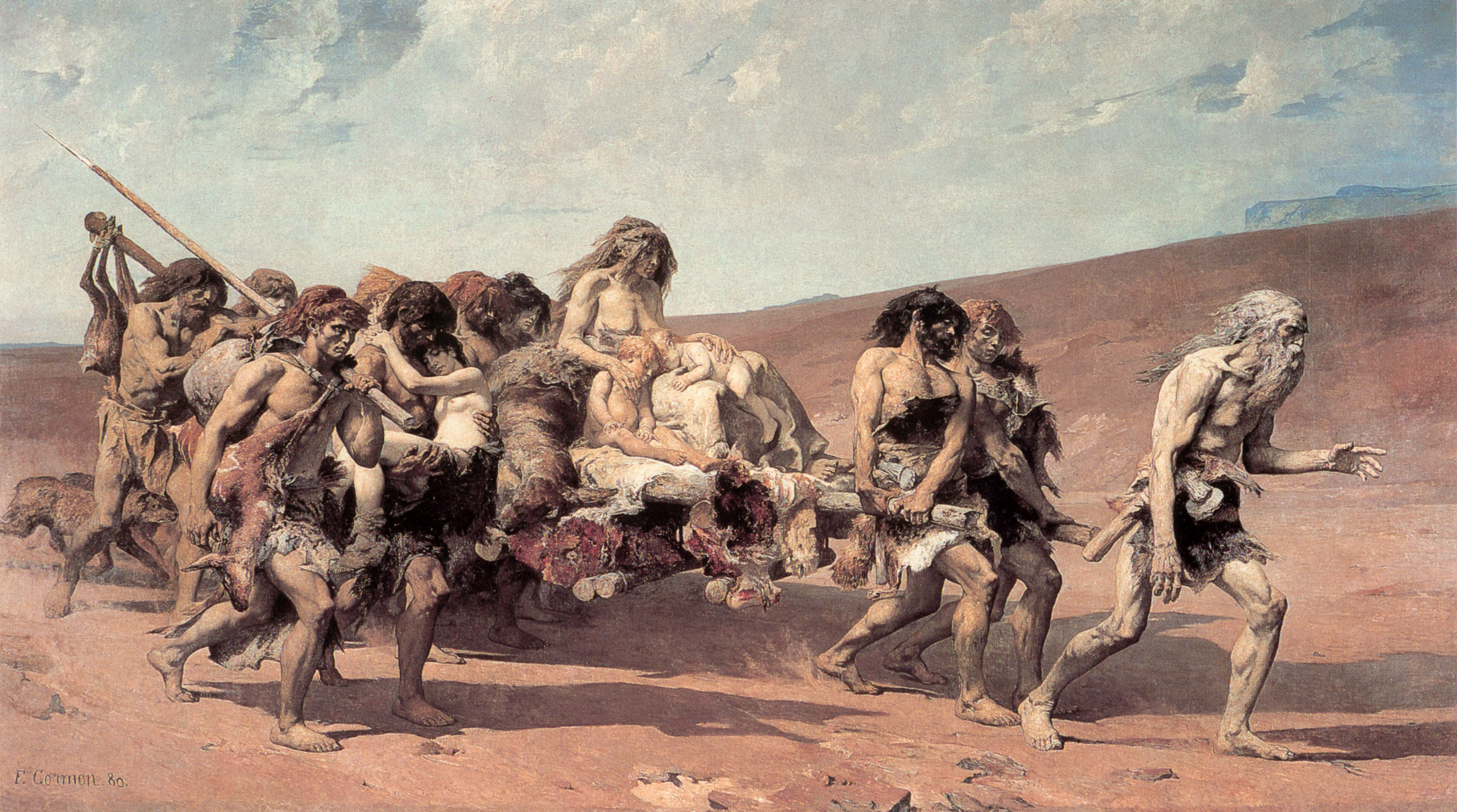
フェルナン・コルモンによる『エホバの呪いを前に逃避するカイン』1880年頃

ノドの地（ノドのち、Land of Nod、ヘブライ語: אֶרֶץ־נוֹד – ʾereṣ-Nōḏ）は、ヘブライ語聖書の創世記に記述されている、「エデンの東」（qiḏmaṯ-ʿḖḏen）にある地域で、カインが弟のアベルを殺害し、神によって追放された後に行き着いた場所。 
創世記4章17節によると、ノドの地に到着した後、カインの妻は息子のエノクを産み、カインはその地で最初に建設した都市に息子の名前を付けた。

## 名前
「ノド」（נוד）は、ヘブライ語で「放浪する」（לנדוד）という意味の言葉と同じルーツを持つ。そのため、ノドの地に住むことは、放浪する生活を送ることを意味する可能性がある。 

## 解釈
フラウィウス・ヨセフスは、『ユダヤ古代誌』（93年頃）で、カインがノドで悪行を続けたと記述している。 
ノドは神の存在や恩寵の外にあると言われている。 オリゲネスはノドを「震える国」と定義しており、それは神を捨てる全ての人間の状態を象徴していると記述している。初期の批評家は、ノドをエデンの反対のような場所として扱った。 イギリスの伝統では、ノドは凶暴な獣や怪物だけが住む砂漠として表現されることがあった。 他の人々は、ノドを、神の恩寵から離れた暗い場所で、または地下であるとさえ解釈した。
アウグスティヌスは、改宗していないユダヤ人をノドの地の住人と表現し、それを騒乱と「肉欲の動揺」に明け暮れた状態と定義した。 